# Cai Kinh (xã)
Cai Kinh là một xã thuộc tỉnh Lạng Sơn, Việt Nam.

## Địa lý
Xã Cai Kinh nằm ở phía đông huyện Hữu Lũng, có vị trí địa lý:
- Phía đông giáp xã Hòa Lạc
- Phía tây giáp xã Đồng Tân và xã Yên Vượng
- Phía nam giáp xã Hồ Sơn và xã Tân Thành
- Phía bắc giáp xã Yên Sơn.

Xã có diện tích 24,51 km², dân số năm 2019 là 4.908 người, mật độ dân số đạt 200 người/km².

## Lịch sử
Tên xã được đặt theo tên thủ lĩnh nghĩa quân chống Pháp Hoàng Đình Kinh, tục gọi là Cai Kinh.